# FS TEE-Wagen
Die TEE-Wagen waren eine Serie von Personenwagen im Eisenbahnverkehr, die ab 1972 bis 1984 in den Trans-Europ-Express-Zügen eingesetzt wurden, bei denen die italienische Ferrovie dello Stato (FS) die Wagen stellten. Sie haben viel Gemeinsames mit den ab 1973 abgelieferten Gran-Confort-Wagen, unterschieden sich aber von diesen vor allem durch die Stromversorgung und die Farbgebung. 

## Geschichte
1969 waren von den 28 TEE-Zügen in Europa bereits 17 auf lokbespannte Kompositionen umgestellt. Die FS wollten denselben Schritt gehen, zumal sich die ALn 442/448 an den Rampen der Brennerbahn und der Simplonstrecke schwertaten. Sie bestellte deshalb 1969 eine Serie von 219 Reisezugwagen. Darin waren 28 TEE-Wagen im weinrot-beigen Anstrich enthalten, der Rest war als Gran-Confort-Wagen vorgesehen, die nur in TEE-Zügen im Inland eingesetzt werden sollten. Die Lieferung der TEE-Wagen umfasste 13 Abteilwagen, 5 Großraumwagen mit Mittelgang für Speisewagen-Service am Platz, 5 Speisewagen und 5 Gepäckwagen. Aus dem Wagenmaterial ließen sich somit fünf Kompositionen bilden, die in den TEE-Zügen Lemano, Mediolanum und Ligure eingesetzt wurden. Mit der Einstellung der Züge in den 1980er Jahren wurden die Wagen nicht mehr für den internationalen Verkehr benötigt und wurden deshalb an die Gran-Confort-Wagen angepasst, indem sie mit Wechselrichtern ausgerüstet wurden. Die Gepäckwagen mit Umformer für das Dreiphasenwechselstrom-Netz der Bordversorgung wurden abgestellt.

## Technik
Die TEE-Wagen wurden mit einem besonderen Augenmerk auf die Sicherheit und den Komfort der Passagier entworfen. Es wurden technische Neuerungen eingeführt, die zum Teil bei keinen anderen FS-Wagen zu finden waren.  
Die Wagenkasten bestehen aus Stahl und haben einen aus Schallschutzgründen schwimmend gelagerten gesickten Fußboden. Die Eckpfosten sind als Kollisionsschutz verstärkt ausgeführt. Bei den Personenübergängen sind Drucktasten zum Öffnen der elektropneumatisch angetriebenen Stirnwandtüre angeordnet. Die ebenfalls elektropneumatisch angetriebenen Außenschiebetüren haben eine große Klapptrittstufe. Der Fahrgastraum ist mit doppelt verglasten Seitenfensters versehen, wobei zwischen den beiden Scheiben elektrisch verstellbare Rollläden als Sonnenschutz angeordnet sind.   
Die gesamte Stromversorgung der Wagen erfolgte vom Gepäckwagen aus über eine durch den Zug geführte Dreiphasenwechselstrom-Leitung, die mit einer Spannung von 660 V 50 Hz betrieben wurde. Im Gepäckwagen standen zwei Umformer zur Stromversorgung, die von der Zugsammelschiene mit Strom versorgt wurde. Die TEE-Wagen konnten somit nur mit dem Gepäckwagen verkehren.   
Für die Wagen wurden Drehgestelle FIAT 7195/C verwendet, die eine Höchstgeschwindigkeit von 200 km/h ermöglichten.  